# Rafah, chroniques d'une ville dans la bande de Gaza
Rafah, chroniques d'une ville dans la bande de Gaza est un documentaire français produit en 2007 par Playprod et réalisé par Alexis Monchovet et Stéphane Marchetti.
Le film raconte un an de bouleversements dans la bande de Gaza, depuis le désengagement israélien en septembre 2005.
Le film a remporté de nombreux prix, dont le prix Albert-Londres en 2008 et le FIPA d'or en 2007.